# Conus tinianus
Espèce
Statut de conservation UICN

 LC  : Préoccupation mineure
Conus tinianus est une espèce de mollusques gastéropodes marins de la famille des Conidae.
Comme toutes les espèces du genre Conus, ces escargots sont prédateurs et venimeux. Ils sont capables de « piquer » les humains et doivent donc être manipulés avec précaution, voire pas du tout.

## Description
La taille de la coquille varie entre 20 mm et 60 mm. La coquille fine est striée vers la base. Sa couleur est marron rougeâtre nuancée de gris, et irrégulièrement ornée de filets indistincts articulés de blanc et de marron. La spire est obtusément convexe. L'apex est teinté de rose.

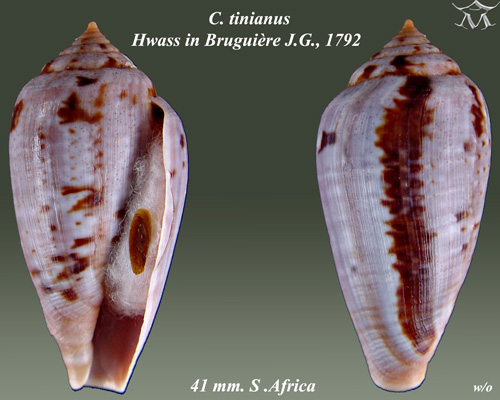
Conus tinianus Hwass in Bruguière, J.G., 1792
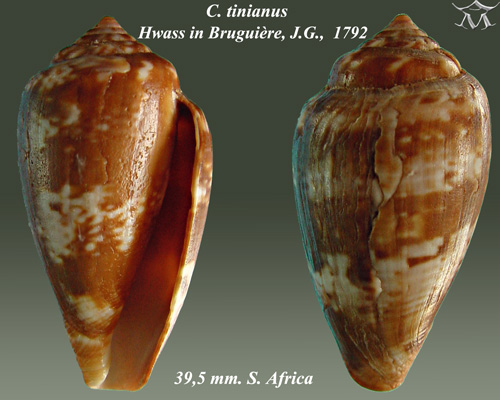
Conus tinianus Hwass in Bruguière, J.G., 1792
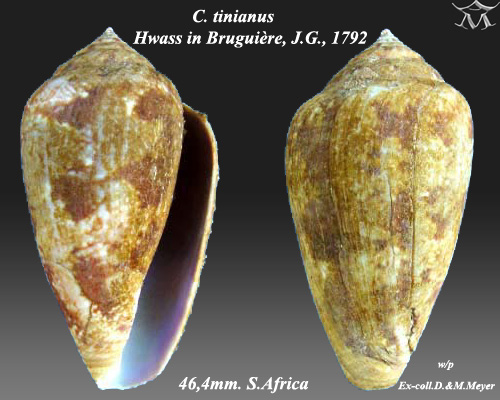
Conus tinianus Hwass in Bruguière, J.G., 1792

## Distribution
Cette espèce marine est présente au large de la côte est de l'Afrique du Sud.

### Niveau de risque d’extinction de l’espèce
Selon l'analyse de l'UICN réalisée en 2011 pour la définition du niveau de risque d'extinction, cette espèce est endémique à l'Afrique du Sud et se trouve de Tongaat au cap des Aiguilles. Il n'y a pas de menaces majeures affectant cette espèce dans son aire de répartition et elle est donc considérée comme étant de préoccupation mineure.

## Taxonomie

### Publication originale
L'espèce Conus tinianus a été décrite pour la première fois en 1792 par le conchyliologiste danois Christian Hee Hwass dans « Encyclopédie méthodique ou par ordre de matières Histoire naturelle des vers - volume 1 » écrite par le naturaliste français Jean-Guillaume Bruguière (1750-1798),.

### Synonymes
- Conus (Floraconus) tinianus Hwass, 1792 · appellation alternative
- Conus alfredensis Bartsch, 1915 · non accepté
- Conus aurora Lamarck, 1810 · non accepté
- Conus fulvus G. B. Sowerby III, 1889 · non accepté
- Conus kraussi W. H. Turton, 1932 · non accepté
- Conus lavendulus Bartsch, 1915 · non accepté
- Conus lavendulus var. approximata W. H. Turton, 1932 · non accepté
- Conus loveni Krauss, 1848 · non accepté
- Conus rosaceus Dillwyn, 1817 · non accepté
- Conus secutor Crosse, 1865 · non accepté
- Conus tenuis G. B. Sowerby I, 1833 · non accepté
- Ketyconus tinianus (Hwass, 1792) · non accepté